# Icoana (okręg Aluta)
Icoana – wieś w Rumunii, w okręgu Aluta, w gminie Icoana. W 2011 roku liczyła 680 mieszkańców.